# Judita Bretonska
Judita Bretonska (Judit) bila je normanska vojvotkinja.
Rođena je 982. godine. Bila je bila kći bretonskog vojvode Konana I. i njegove supruge, Ermengarde Gerberge, članice kuće Anjou. Judita se udala za Rikarda II. Normanskog, a njih su dvoje postali roditelji Rikarda III., Alise Normanske, Roberta I., redovnika Vilima, Eleonore Normanske i redovnice Matilde.